# Sphinginus lobatus
Sphinginus lobatus is een kever in de familie Melyridae. Hij heeft een lengte 2,2 tot 3,0 mm. Hij is geel met zwart en oranje.